# CHAN TO SHI NAI TO NE!
『CHAN TO SHI NAI TO NE!』（チャン ト シ ナイ ト ネ!）は2009年12月18日から2010年1月11日までの期間限定でSMAP SHOPでのみ発売された、SMAPの曲である。

## 概要
2009年を振り返ると、世の中や自分達もMerry Happyに過ごす事は出来なかったと言える日本を、明るく盛り上げて2010年を明るく過ごすために、もう1度自分自身を見つめ直し引き締めて行こうという意味を込めたショップのテーマ曲が入ったCDである。例年のSMAP SHOP限定CD同様、390円のサンキュー価格で販売された。
サウンドプロデュースは過去SMAPに『コロコロパズルリズム』を提供した事がある中田ヤスタカ。
SEKAI NI HITOTSU DAKE NO HANA（S.O.N. version）を除く他のSMAP SHOP限定シングルと同じく、メンバーの台詞をリミックスした楽曲である。そのためか、歌詞カードはない。
2010年1月10日には曲のタイトルが付けられた、『SMAPがんばりますっ!! CHAN TO SHI NAI TO NE!スペシャル』が放送された。